# Svirce (Leskovac)
Svirce (Leskovac) (em cirílico: Свирце) é uma vila da Sérvia localizada no município de Leskovac, pertencente ao distrito de Jablanica, na região de Jablanica. A sua população era de 416 habitantes segundo o censo de 2002.

## Demografia
| 1948 | 1953 | 1961 | 1971 | 1981 | 1991 | 2002 | 2011 |
| ---- | ---- | ---- | ---- | ---- | ---- | ---- | ---- |
| 462  | 498  | 506  | 516  | 524  | 480  | 436  | 416  |